# Kaffeeexperiment Gustavs III.
Das Kaffeeexperiment Gustavs III. soll ein Experiment zur gesundheitlichen Wirkung von Kaffeekonsum gewesen sein. Der anekdotischen Überlieferung nach soll es in der zweiten Hälfte des 18. Jahrhunderts durchgeführt worden sein.
Demnach war der schwedische König Gustav III. besorgt über die angeblichen Gefahren des Kaffees und wollte herausfinden, ob Kaffee gefährlicher ist als Tee. Er zog ein Zwillingspaar, beide zum Tode verurteilte Verbrecher, zu einem Experiment heran. Ihre Strafen wurden in lebenslange Haft umgewandelt, unter der Bedingung, dass einer der Zwillinge für den Rest seines Lebens jeden Tag drei Kannen Kaffee und der andere die gleiche Menge Tee trinkt. Zwei Mediziner, die das Experiment überwachen sollten, starben vor Abschluss des Experiments und letztendlich auch König Gustav III., letzterer allerdings durch ein Attentat. Der Teetrinker starb nach der Anekdote schließlich zuerst – im Alter von 83 Jahren; das genaue Todesalter des überlebenden Kaffeetrinkers ist nicht bekannt.